# Eugène Chiquet
Eugène Marie Louis Chiquet, genannt Eugène Chiquet (* 8. September 1863 in Limeray, Département Indre-et-Loire; † um 1935) war ein französischer Maler und Kupferstecher. 

## Leben
Chiquet studierte an der École des Beaux-Arts in Paris, meistenteils bei Louis Pierre Henriquel-Dupont (Kupferstich) und Alexandre Cabanel (Ölmalerei). Mit Unterstützung und Hilfe seiner Lehrer konnte er ab 1885 an der großen jährlich stattfindenden Ausstellung des Salon de Paris teilnehmen. 
1886 wurde ein Gemälde Chiquets mit dem Prix de Rome ausgezeichnet und zwei Jahre später wurde ihm ein second grand prix zugesprochen. Zwischen 1890 und 1925 nahm Chiquet regelmäßig in Paris an den großen Ausstellungen der Société des Artistes Français teil und wurde 1903 auch mit einer Silbermedaille ausgezeichnet.

## Werke (Auswahl)
- L'automne, 1930 (eine Neuinterpretation von Gustave Courbets gleichnamigem Werk)